# WRC 4
WRC 4 è un videogioco genere simulatore di guida sviluppato da Evolution Studio e distribuito dalla Sony nel 2004. È il quarto capitolo della serie World Rally Championship uscita su PlayStation 2.
Il tema del menù è Genshi di Susumu Yokota.

## Modalità di gioco
Nel gioco è possibile affrontare 16 rally ripresi dall'itinerario del campionato mondiale FIA WRC 2004. Le vetture a disposizione fanno parte delle classi WRC, Super 1600 e Gruppo N4. Sono presenti anche delle auto WRC potenziate (appartenenti ad una classe denominata extreme) e delle concept car. Tutte queste autovetture possono essere modificate nell'assetto per permettere una migliore prestazione sui vari percorsi. Le varie auto possono essere sbloccate accumulando crediti tramite le vittorie nelle varie gare e campionati. È disponibile una modalità on-line in cui si gareggia sui vari percorsi tentando di battere il record cronometrico degli avversari.

## Critica
Il gioco è stato apprezzato dalla critica per la ricostruzione grafica, fluidità, sonoro, modello di guida, ricostruzione fisica e curva di difficoltà, aspetti decisamente migliorati rispetto a WRC 3. Particolarmente apprezzati sono stati l'introduzione del cambio a H e i volanti dotati di frizione. Non è stato giudicato positivamente invece il modello di danneggiamento delle vetture dopo gli impatti.

## Lista auto

### WRC
- Subaru Impreza WRC2004
- Subaru Impreza WRC Extreme
- Citroën Xsara WRC 2004
- Citroën Xsara Extreme
- Peugeot 307 WRC 2004
- Peugeot 307 Extreme
- Ford Focus WRC 2004
- Ford Focus Extreme
- Mitsubishi Lancer WRC 2004
- Škoda Fabia WRC 2004
- Škoda Fabia Extreme

### Group N4
- Mitsubishi Lancer Evolution VIII 2003 MR RS
- Proton PERT
- Subaru Impreza WRX STi

### Super 1600
- Citroën C2 S1600
- Peugeot 206 Super 1600
- Ford Fiesta Super 1600
- Renault Clio S1600
- Suzuki Ignis Super 1600